# Och Gud skapade kvinnan (1988)
Och Gud skapade kvinnan (And God Created Woman) är en amerikansk långfilm från 1988 i regi av Roger Vadim. Filmen är en nyinspelning av den franska filmen Och Gud skapade kvinnan... från 1956, även den regisserad av Vadim. I originalet spelades huvudrollen av Brigitte Bardot men huvudrollen i nyversionen innehas av Rebecca De Mornay.